# Pageas
Pageas – miejscowość i gmina we Francji, w regionie Nowa Akwitania, w departamencie Haute-Vienne.
Według danych na rok 1990 gminę zamieszkiwały 602 osoby, a gęstość zaludnienia wynosiła 22 osoby/km² (wśród 747 gmin Limousin Pageas plasuje się na 215. miejscu pod względem liczby ludności, natomiast pod względem powierzchni na miejscu 203.).

## Populacja

Populacja Pageas w latach 1962–2008